# Cerkiew Trójcy Świętej w Moskwie (ul. Mosfilmowskaja)
Cerkiew Trójcy Świętej – prawosławna cerkiew w Moskwie, w rejonie Ramienki, pierwotnie na terenie wsi Troickoje-Goleniszczewo należącej do metropolitów, a następnie patriarchów moskiewskich. Należy do dekanatu św. Michała Archanioła eparchii moskiewskiej miejskiej Rosyjskiego Kościoła Prawosławnego.

## Historia
Pierwszą cerkiew na miejscu współcześnie istniejącej (XXI w.) świątyni polecił zbudować w XV w. metropolita kijowski (rezydujący w Moskwie) Geroncjusz. Jej patronem był św. Jan Teolog. Następnie (nie ustalono dokładnie, kiedy) cerkiew tę zastąpiła nowa drewniana świątynia pod wezwaniem Trójcy Świętej, od której przyjęła się nowa nazwa patriarszej wsi – dotąd Goleniszczewo, była odtąd znana jako Troickoje-Goleniszczewo. W XVII w. we wsi zbudowany został letni pałac patriarchów moskiewskich i całej Rusi, przy którym urządzono sad i stawy rybne. W rezydencji bywał car Aleksy i brał udział w nabożeństwach odprawianych przez patriarchę w miejscowej świątyni. Razem z pałacem, w 1644, na miejscu drewnianej cerkwi zbudowano kamienną pod tym samym wezwaniem. Autorem jej projektu był Antipa Konstantinow, któremu pomagał Łarion Uszakow. Nowa świątynia nie powtarzała układu przestrzennego poprzedniej: była obszerniejsza i miała trzy ołtarze – Trójcy Świętej, św. Agapiusza i św. Jonasza. Nad wszystkimi ołtarzami zbudowano dachy hełmowe. Dachy nad dwoma ołtarzami bocznymi usytuowane były na wąskich bębnach zdobionych rzędami kokoszników. Równocześnie z cerkwią zbudowano dzwonnicę.
W miejscowej cerkwi służyli patriarchowie Józef, Nikon, Joazaf II, Joachim oraz Adrian.
W 1812 cerkiew spłonęła w pożarze Moskwy, a w zrujnowanym budynku znalazła się jedna ze stajni żołnierzy Napoleona. Zniszczeniu uległ ikonostas, przetrwała natomiast część ikon, które na krótko przed francuską agresją zostały oddane do odnowienia. Świątynię poddano gruntownej renowacji po zakończeniu walk. W 1860 zamiast starszej dzwonnicy (nieco na zachód od miejsca, w którym była położona starsza) zbudowano nową, również zwieńczoną dachem namiotowym. Powiększono również ołtarz św. Agapiusza.
Cerkiew pozostawała czynna do 1939, gdy została zamknięta. Jednym z ostatnich służących w niej duchownych był Aleksandr Orłow, rozstrzelany w 1937 i kanonizowany jako jeden ze świętych nowomęczenników rosyjskich.
W obiekcie urządzony został magazyn fabryczny; taką funkcję dawna cerkiew pełniła do lat 70. XX wieku, kiedy została całkowicie opuszczona i stopniowo popadała w ruinę, przez pewien czas obiekt dzierżawiło Gosteleradio. Ikonostas ze świątyni był wykorzystany do budowy dekoracji w filmie Iwan Groźny, po zakończeniu zdjęć zaginął. Antyminsy z bocznych ołtarzy cerkwi trafiły do cerkwi Trójcy Świętej w tym samym rejonie Moskwy, gdzie umieszczono je na nowo urządzonym ołtarzu świętych Agapiusza i Jonasza.
Cerkiew została zwrócona Rosyjskiemu Kościołowi Prawosławnemu w 1990, zaś pierwsze nabożeństwo odbyło się w niej w Boże Narodzenie, 7 stycznia 1992, stopniowo cały obiekt został odnowiony.